# Alexis Knapp
Alexis Merizalde Knapp (* 31. července 1989, Avonmore, Pensylvánie, Spojené státy americké) je americká herečka a zpěvačka. Nejvíce se proslavila rolí Stacie Conrad v hudebních filmech Ladíme! (2012) a Ladíme 2 (2015).

## Životopis
Narodila se v Avonmore v Pensylvánii, je dcerou Marjorie a Bradforda Elwood Knappa. Má dva bratry.

## Kariéra
V 18 letech se přestěhovala do New Yorku, kde v roce 2008 moderovala populární internetový seriál Project Lore, show o videohře World of Warcraft a také pracovala jako modelka, než se naplno položila do herectví. Objevila se ve filmech Percy Jackson a Olympané a Trable v ráji. V roce 2012 získala roli Stacie Conrad, sexy bláznivé Bardenské Belly, ve filmu Ladíme!. Znovu si roli zopakovala v sequelu Ladíme 2 v roce 2015.
Krátce se objevila v seriálu stanice ABC Super Fun Night, po boku Rebel Wilson. Roli Tori si zahrála v seriálu Suterén, po boku Skylara Astina.

## Osobní život
V létě 2010 chodila s hercem Ryanem Phillippem, pár se rozešel v září toho roku. Krátce po rozchodu zjistila, že je těhotná a porodila dceru Kailani Merizalde Phillippe-Knapp v červenci 2011.

## Filmografie

### Film
| Rok  | Název                    | Role                   | Poznámky |
| ---- | ------------------------ | ---------------------- | -------- |
| 2009 | Trable v ráji            | členka taneční skupiny |          |
| 2010 | Percy Jackson a Olympané | Afrodity dívka         |          |
| 2012 | Project X                | Alexis                 |          |
| 2012 | Ladíme!                  | Stacie Conrad          |          |
| 2012 | Kočka                    | Taylor Jaffe           |          |
| 2013 | Vamp U                   | Samantha               |          |
| 2013 | Cavemen                  | Kat                    |          |
| 2014 | The Dorm                 | Vivian                 | TV film  |
| 2014 | Grace                    | Jessica                |          |
| 2014 | Anomálie                 | Dana                   |          |
| 2015 | Ladíme 2                 | Stacie Conrad          |          |
| 2016 | Urge                     | Joey                   |          |
| 2017 | Ladíme 3                 | Stacie Conrad          |          |

### Televize
| Rok       | Název                              | Role           | Poznámky                         |
| --------- | ---------------------------------- | -------------- | -------------------------------- |
| 2010      | Pod dohledem                       |                |                                  |
| 2012      | Like Father                        | Dylan          | nevysílaný pilot                 |
| 2013      | Cinnamon Girl: California Dreamin' | Lola Jones     | nevysílaný pilot                 |
| 2013      | Griffinovi                         |                | díl: „Valentine's Day in Quahog“ |
| 2013      | Super Fun Night                    | Clamantha      | díl: „Pilot“                     |
| 2013–2014 | Suterén                            | Tori           | 10 dílů                          |
| 2014      | The Dorm                           | Vivian Bloom   | TV film                          |
| 2017      | My Christmas Prince                | Samantha Logan | TV film                          |